# Menongue
Menongue je grad u središnjoj Angoli, glavni grad provincije Cuando Cubango. Tijekom portugalske vladavine zvao se Serpa Pinto, prema istraživaču Alexandreu de Serpa Pintu. Željeznicom je povezan s Namibeom.
Prema procjeni iz 2010. godine, Menongue je imao 32.203 stanovnika.